# Thesprotiella fronticornis
Thesprotiella fronticornis är en bönsyrseart som beskrevs av Lucien Chopard 1916. Thesprotiella fronticornis ingår i släktet Thesprotiella och familjen Thespidae. Inga underarter finns listade i Catalogue of Life.